# Österreichische Fußballnationalmannschaft/Europameisterschaften
Der Artikel beinhaltet eine ausführliche Darstellung der österreichischen Fußballnationalmannschaft bei Europameisterschaften. Die österreichische Mannschaft konnte sich 2008, 2016, 2021 und 2024  qualifizieren, wobei sie 2008 zusammen mit der Schweiz als Co-Gastgeber automatisch qualifiziert war. Der größten Erfolge sind das Erreichen der Achtelfinale 2021 und 2024. In der ewigen EM-Tabelle liegt Österreich auf Platz 18.

## Übersicht
Österreich nahm an allen EM-Qualifikationen teil.
| Jahr | Gastgeberland           | Teilnahme bis …    | Letzte(r) Gegner             | Ergebnis | Trainer             | Bemerkungen und Besonderheiten |
| ---- | ----------------------- | ------------------ | ---------------------------- | -------- | ------------------- | --- |
| 1960 | Frankreich              | nicht qualifiziert |                              |          |                     | Im Viertelfinale an Frankreich gescheitert. |
| 1964 | Spanien                 | nicht qualifiziert |                              |          |                     | Im Achtelfinale an Irland gescheitert, das sich auch nicht für die Endrunde qualifizieren konnte. |
| 1968 | Italien                 | nicht qualifiziert |                              |          |                     | In der Qualifikation an Vizeeuropameister Sowjetunion gescheitert. |
| 1972 | Belgien                 | nicht qualifiziert |                              |          |                     | In der Qualifikation an Titelverteidiger Italien gescheitert, der sich aber auch nicht qualifizieren konnte. |
| 1976 | Jugoslawien             | nicht qualifiziert |                              |          |                     | In der Qualifikation an Wales gescheitert, das sich aber auch nicht qualifizieren konnte. |
| 1980 | Italien                 | nicht qualifiziert |                              |          |                     | In der Qualifikation am späteren Vizeeuropameister Belgien gescheitert. |
| 1984 | Frankreich              | nicht qualifiziert |                              |          |                     | In der Qualifikation an Titelverteidiger Deutschland gescheitert. |
| 1988 | Deutschland             | nicht qualifiziert |                              |          |                     | In der Qualifikation an Vizeeuropameister Spanien gescheitert. |
| 1992 | Schweden                | nicht qualifiziert |                              |          |                     | In der Qualifikation an Jugoslawien und dem späteren Europameister Dänemark gescheitert, der statt Jugoslawien zur EM fahren durfte. |
| 1996 | England                 | nicht qualifiziert |                              |          |                     | In der Qualifikation an Portugal und Irland gescheitert, das sich aber auch nicht qualifizieren konnte. |
| 2000 | Niederlande und Belgien | nicht qualifiziert |                              |          |                     | In der Qualifikation an Spanien und Israel gescheitert, das sich aber auch nicht qualifizieren konnte. |
| 2004 | Portugal                | nicht qualifiziert |                              |          |                     | In der Qualifikation an Tschechien und der Niederlande gescheitert. |
| 2008 | Österreich und Schweiz  | Vorrunde           | Kroatien, Polen, Deutschland | 13.      | Josef Hickersberger | Als Co-Gastgeber automatisch qualifiziert. Ohne Sieg ausgeschieden. |
| 2012 | Polen und Ukraine       | nicht qualifiziert |                              |          |                     | In der Qualifikation an Deutschland und der Türkei gescheitert, die sich aber auch nicht qualifizieren konnte. |
| 2016 | Frankreich              | Vorrunde           | Ungarn, Portugal, Island     | 22.      | Marcel Koller       | Als Gruppenletzter ausgeschieden |
| 2021 | Europa                  | Achtelfinale       | Italien                      | 12.      | Franco Foda         | Österreich hatte sich nicht als Ausrichter von Spielen beworben. Als Gruppenzweiter vorzeitig qualifiziert. Bei der Endrunde trafen die Österreicher auf die Niederlande, die Ukraine und Nordmazedonien, das sich über die Playoffs qualifizierte. Mit zwei Siegen und einer Niederlage wurde das Achtelfinale erreicht, das in der Verlängerung gegen den späteren Europameister Italien verloren wurde. |
| 2024 | Deutschland             | Achtelfinale       | Türkei                       | 9.       | Ralf Rangnick       | Österreich konnte sich als Gruppenzweiter hinter Belgien vor Schweden, Aserbaidschan und Estland qualifizieren. Gegner bei der Endrunde waren in der Gruppenphase Frankreich, die Niederlande und Polen, das sich im März 2024 über Play-off-Pfad A noch qualifizieren konnte. |

## Endrunden mit vier Teilnehmern

### EM 1960
An der ersten Fußball-Europameisterschaft 1960, die noch als „Europapokal der Nationen“ ausgetragen wurde, wollten auch die Österreicher teilnehmen. Dazu mussten sie im Achtelfinale gegen Norwegen antreten. Am 20. Mai 1959 bestritten sie, von Karl Decker trainiert, in Oslo ihr erstes EM-Qualifikationsspiel und gewannen durch ein Tor von Erich Hof mit 1:0. Im Rückspiel vier Monate später in Wien gewannen sie dann mit 5:2, wobei Hof zwei weitere Tore gelangen, darunter das 1:0 bereits in der dritten Minute. Österreich scheiterte dann im Viertelfinale am WM-Dritten Frankreich, der dann die Endrunde ausrichten durfte und Vierter wurde.

### EM 1964
Vier Jahre später wollten dann mehr Mannschaften als 1960 teilnehmen, daher wurde dem Achtelfinale eine Vorrunde vorgeschaltet. Österreich erhielt aber ein Freilos und war damit direkt für das Achtelfinale qualifiziert. Dort trafen sie auf Irland und nach einem torlosen Remis im Heimspiel wurde in Dublin mit 2:3 verloren. Nach zwei weiteren verlorenen Spielen endete die Amtszeit von Karl Decker. Irland scheiterte dann im Viertelfinale an Spanien, das danach die Endrunde ausrichten durfte und Europameister wurde.

### EM 1968
Für die Fußball-Europameisterschaft 1968 wurden in der Qualifikation erstmals Gruppenspiele angesetzt. Österreich musste gegen Vizeeuropameister Sowjetunion, Griechenland und Finnland antreten. Österreich ging in die Qualifikation unter Teamchef Eduard Frühwirth, dessen Amtszeit aber nach dem ersten Qualifikationsspiel, einem torlosen Remis in Finnland und zwei Niederlagen in Freundschaftsspielen endete. Aber unter seinen Nachfolgern Erwin Alge und Hans Pesser konnten nur die Heimspiele gegen Finnland und die UdSSR gewonnen werden, sie verloren aber in Griechenland und der Sowjetunion. Damit hatten sie schon vor dem letzten Heimspiel gegen Griechenland keine Chance mehr, sich zu qualifizieren. Dieses Spiel wurde dann auch wegen Zuschauerausschreitungen in der 86. Minute beim Stand von 1:1 abgebrochen. Das Ergebnis wurde von der UEFA annulliert, spielte aber auch auf den Ausgang der Qualifikation keine Rolle mehr. Gruppensieger Sowjetunion, der nur das Spiel in Österreich verloren hatte aber alle anderen gewann, erreichte dann auch die Endrunde und wurde da Vierter. Alge und Pesser blieben zunächst im Amt, kurz nach Beginn der WM-Qualifikation 1970 übernahm dann aber Leopold Šťastný das Amt.

### EM 1972
Für die EM-Endrunde 1972 konnte sich Österreich auch nicht qualifizieren. In einer Gruppe mit Titelverteidiger und Vizeweltmeister Italien, Irland und Schweden verloren sie die ersten beiden Spiele (1:2 gegen Italien und 0:1 in Schweden). Danach folgten zwar drei Siege und ein 2:2 in Italien, da Italien aber kein Spiel verlor, wurde Österreich nur Zweiter. Gruppensieger Italien scheiterte dann überraschend im Viertelfinale an Belgien, das die Endrunde danach ausrichten durfte und Dritter wurde.

### EM 1976
1976 wurde die Endrunde letztmals mit vier Mannschaften ausgetragen. Die Österreicher trafen in der Gruppenphase der Qualifikation auf Wales, Ungarn und Luxemburg. Österreich startete mit einem 2:1 gegen Wales und mit einem 2:1 in Luxemburg, erreichte dann im Heimspiel gegen Ungarn nur ein 0:0 und verlor das Rückspiel in Ungarn. Damit endete auch die Amtszeit von Leopold Šťastný als Teamchef. Zunächst trainierte Branko Elsner die Mannschaft. Nach einem 6:2 gegen Luxemburg wurde dann in Wales mit 0:1 verloren und damit der Gruppensieg verpasst. Damit endete auch Elsners Amtszeit als Teamchef. Sein Nachfolger Helmut Senekowitsch führte Österreich zur WM nach Argentinien, trat aber nach dem Wunder von Córdoba zurück. Gruppensieger Wales scheiterte im Viertelfinale an Jugoslawien, das dann die Endrunde ausrichten durfte, aber trotz Heimvorteil nur Vierter wurde.

## Endrunden mit acht Teilnehmern

### EM 1980
In der Qualifikation für die Europameisterschaft in Italien, die erstmals mit acht Mannschaften ausgetragen wurde, trafen die nun von Karl Stotz trainierten Österreicher auf Belgien, Norwegen, Portugal und Schottland. Österreich verspielte die Qualifikation durch ein 1:1 am vorletzten Spieltag in Schottland und hatte damit einen Punkt weniger als Gruppensieger Belgien, das in Schottland am letzten Spieltag mit 3:1 gewann. Belgien fuhr zur EM und erreichte das Finale, verlor dieses aber gegen Deutschland. Stotz blieb im Amt und mit ihm gelang die Qualifikation für die WM 1982. Allerdings wurde er anschließend vom ÖFB-Präsidenten Karl Sekanina ausgebootet.

### EM 1984
In der Qualifikation vier Jahre später traf Österreich auf Titelverteidiger und Vizeweltmeister Deutschland, Nordirland, die Türkei und Albanien. Die nun von Erich Hof, dem Schützen des ersten EM-Qualifikationstor, trainierten Österreicher erreichten im Heimspiel gegen Deutschland ein 0:0, nachdem die drei anderen Heimspiele gewonnen worden waren, und gewannen in Albanien, verloren aber die anderen Auswärtsspiele. Dadurch hatten sie am Ende zwei Punkte weniger als die punktgleichen Deutschen und Nordiren, die zwar zweimal 1:0 gegen Deutschland gewonnen hatten, aber die schlechtere Tordifferenz aufwiesen. Damit fuhren die Deutschen zur EM, scheiterten dort aber erstmals bei einem großen Turnier in der Gruppenphase. Hof blieb zunächst im Amt, aber nach den ersten Spielen in der Qualifikation für die WM 1986 übernahm erneut Branko Elsner das Amt des Teamchefs.

### EM 1988
Gegner in der Qualifikation für die EM 1988 waren Vizeeuropameister Spanien, Rumänien und wieder Albanien. Österreich konnte nur beide Spiele gegen die Albaner gewinnen, dies reichte nur zum dritten Platz, womit die zweite Amtszeit von Branko Elsner endete. Sein Nachfolger wurde Josef Hickersberger. Spanien fuhr als Gruppensieger zur EM, schied aber in der Vorrunde aus.

### EM 1992
In der Qualifikation für die EM 1992 traf Österreich auf Dänemark, Nordirland, Jugoslawien und die Färöer, die erstmals teilnahmen. Im ersten Qualifikationsspiel traf Österreich auf die Färöer, für die dies das erste Pflichtspiel überhaupt war, und verlor sensationell mit 0:1. Josef Hickersberger trat nach dem Spiel als Teamchef zurück. Es blieb der einzige Sieg für die Färöer, aber nicht die einzige Niederlage für die Österreicher. Denn auch unter Hickersbergers Nachfolger Alfred Riedl wurden die Leistungen nicht besser, so dass für die zwei letzten Spiele Dietmar Constantini interimsweise die Mannschaft trainierte. Nur das Rückspiel gegen die Färöer konnten sie gewinnen. Neben einem torlosen Remis gegen Nordirland blieb dies der einzige Punktgewinn. Damit waren sie, punktgleich mit den Färingern, Vorletzter in der Gruppe. Jugoslawien, das als Gruppensieger eigentlich für die EM-Endrunde qualifiziert war, wurde kurz vor dem Start der Endrunde aufgrund von UN-Sanktionen als Folge der Jugoslawienkriege ausgeschlossen und Dänemark nachnominiert. Die meisten dänischen Spieler hatten aber nach dem Saisonende der nationalen Ligen schon ihren Urlaub angetreten und reisten ohne große Vorbereitung an. Dennoch gelang den Dänen die bis dahin größte Überraschung und sie gewannen im Finale gegen Weltmeister und Rekordeuropameister Deutschland den Titel.

## Endrunden mit 16 Teilnehmern

### EM 1996
Neben Österreich hatten sich auch England, Portugal und die Niederlande für die Ausrichtung des Turniers 1996 beworben. Da die EM erstmals mit 16 Mannschaften ausgetragen werden sollte und nur England die Möglichkeit bot, das Turnier in dieser Form auszurichten, erhielten die Engländer den Zuschlag. Österreich musste es daher über die sportliche Qualifikation versuchen, die nun einerseits leichter erschien, da das Teilnehmerfeld verdoppelt worden war, andererseits gab es nach den Umbrüchen im Ostblock mehr Bewerber.
In einer Gruppe mit Portugal, Nordirland, Irland, Lettland und Liechtenstein wurde aber unter Herbert Prohaska nur Platz 4 belegt. Österreich erzielte zwar wie Gruppensieger Portugal 29 Tore, durch Niederlagen in Lettland (2:3) und Nordirland (3:5) wurde aber Platz 2 verspielt. Irland und Nordirland hatten am Ende einen Punkt mehr, die Iren scheiterten dann aber im Playoffentscheidungsspiel der beiden schlechtesten Gruppenzweiten an der Niederlande.

### EM 2000
Für die EM 2000 hatte sich Österreich wieder als Gastgeber beworben, ebenso wie Spanien sowie Belgien und die Niederlande in einer Gemeinschaftsbewerbung. Die EM wurde dann an Belgien und die Niederlande vergeben. Österreich musste daher erneut versuchen, sich sportlich zu qualifizieren. In einer Gruppe mit Spanien, Israel, Zypern und San Marino wurde punktgleich mit Israel aber nur der dritte Platz belegt, weil die Israelis den direkten Vergleich gewonnen hatten. Sie hatten aber auch die bessere Tordifferenz, da Österreich unter anderem mit 0:9 in Spanien verloren hatte. Nach dieser höchsten Auswärtsniederlage in der österreichischen Länderspielgeschichte trat Teamchef Herbert Prohaska zurück, seinem Nachfolger Otto Barić gelang es aber nicht, das Schicksal zu wenden. Gruppensieger Spanien, der mit 42 Toren die meisten Tore aller Mannschaften erzielt hatte, war für die EM qualifiziert, Israel scheiterte in den Playoffs der Gruppenzweiten an Dänemark. Spanien scheiterte allerdings bei der EM bereits in der Vorrunde, Dänemark im Viertelfinale.

### EM 2004
Österreich hatte sich nach zwei vergeblichen Anläufen, alleiniger Ausrichter zu werden, nun zusammen mit Ungarn um die Ausrichtung der EM 2004 beworben, unterlag aber ebenso wie die auch interessierten Spanier den Portugiesen. Daher musste es Österreich wieder sportlich versuchen. In der Qualifikation trafen die Österreicher, die nun von Hans Krankl, dem Helden von Córdoba trainiert wurden, auf Tschechien, die Niederlande, Moldau und Belarus. Österreich gewann nur beide Spiele gegen Belarus sowie das Heimspiel gegen die Moldau, alle anderen Spiele wurden verloren, so dass nur der dritte Platz heraussprang. Die Tschechen waren als Gruppensieger direkt qualifiziert, die Niederländer über die Playoffs der Gruppenzweiten gegen die Schotten. Krankl blieb zunächst im Amt, aber nach einem durchwachsenen Start in die Qualifikation für die WM 2006, trat er im September 2005 zurück, als ihm mitgeteilt wurde, dass sein auslaufender Vertrag nicht verlängert werde.

### EM 2008

Startaufstellungen im ersten EM-Spiel der Österreicher

Nach den vergeblichen Versuchen, die Zusage für die alleinige EM-Ausrichtung und zusammen mit Ungarn zu erhalten, versuchte es Österreich nun zusammen mit der Schweiz und hatte endlich Erfolg: am 12. Dezember 2002 erhielten sie den Zuschlag für die Austragung der Europameisterschaft 2008. Damit mussten sich beide nicht für die EM qualifizieren, wodurch Österreich erstmals startberechtigt war. Die Schweiz hatte sich schon 1996 und 2004 qualifiziert. Der nach der verpassten WM-Qualifikation 2006 erneut berufene Teamchef Josef Hickersberger konnte die Zeit bis zur Endrunde für Testspiele nutzen, in denen aber nur fünf Siege gegen internationale „Schwergewichte“ wie Liechtenstein, Malta sowie Trinidad und Tobago gelangen, bei acht Remis und 11 Niederlagen.
Bei der Endrunde wurden Österreich, die Schweiz, Titelverteidiger Griechenland und die Niederlande als Mannschaft mit dem besten UEFA-Koeffizienten als Gruppenköpfe gesetzt und Österreich gezielt der Gruppe zugeordnet, die in Wien spielte. Zugelost wurden Deutschland, Kroatien und Polen, das sich erstmals qualifiziert hatte. Im Auftaktspiel gegen Kroatien mussten die Österreicher schon nach drei Minuten einen Strafstoß hinnehmen, den Luka Modrić zum 1:0 für Kroatien verwandelte. Dabei blieb es bis zum Ende. Im Spiel gegen Polen hielten sie 30 Minuten das Tor sauber, mussten dann aber auch einen Gegentreffer hinnehmen, den Ivica Vastić erst in der dritten Minute der Nachspielzeit durch einen Elfmeter ausgleichen konnte. Er wurde damit der älteste Torschütze in der Geschichte der EM-Endrunden. Damit hatte Österreich noch die Chance, sich mit einem Sieg im letzten Spiel gegen Deutschland für das Viertelfinale zu qualifizieren, sofern Polen nicht gegen die bereits qualifizierten Kroaten gewann. Die Kroaten taten ihnen den Gefallen, obwohl sie einige Stammspieler für das Viertelfinale schonten, und gewann mit 1:0 gegen Polen. Österreich verlor aber mit 0:1 durch ein Tor von Michael Ballack, das in Deutschland anschließend zum Tor des Jahres gewählt wurde, und war damit ebenso wie Co-Gastgeber Schweiz ausgeschieden. Mit dem Aus endete die zweite Amtszeit von Josef Hickersberger, der während des Spiels ebenso wie sein deutscher Kollege Joachim Löw auf die Tribüne verwiesen wurde. Sein Nachfolger Karel Brückner, zuvor Trainer der Tschechen blieb aber auch nicht lange im Amt. Kroatien scheiterte in einem dramatischen Viertelfinale im Elfmeterschießen an der Türkei, Deutschland erreichte zum sechsten Mal das Finale, verlor aber gegen Spanien, das damit nach 44 Jahren wieder einen Titel gewann.

### EM 2012

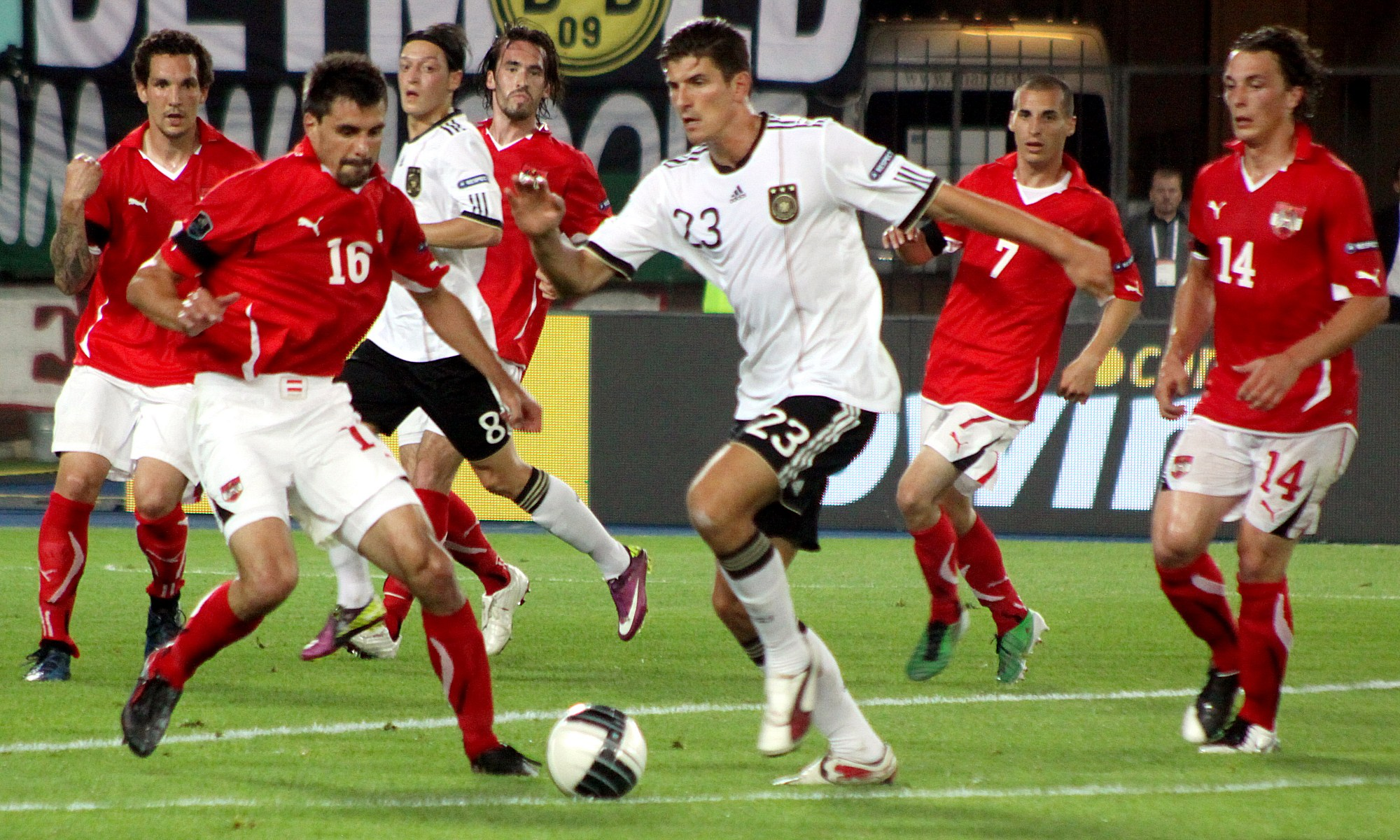
Szene aus dem Qualifikationsspiel gegen Deutschland am 3. Juni 2011

In der Qualifikation für die EM 2012 traf Österreich, das nun von Didi Constantini gecoacht wurde, wieder auf Deutschland, zudem Belgien Aserbaidschan, Kasachstan und die Türkei. Österreich startete mit zwei Siegen gut in die Qualifikation, nach einem 4:4 gegen Belgien wurden aber fünf Spiele verloren. Mit dem anschließenden torlosen Remis gegen die Türkei endete daher die Amtszeit von Constantini. Ein weiteres torloses Remis in Kasachstan und das 4:1 in Aserbaidschan unter Interimstrainer Willibald Ruttensteiner waren dann zu wenig, um noch Platz 2 zu erreichen. Deutschland wurde mit 10 Siegen in 10 Spielen Gruppensieger, die zweitplatzierten Türken verspielten die Qualifikation im Playoffheimspiel der Gruppenzweiten mit 0:3 gegen Kroatien, so dass das 0:0 im Rückspiel nicht weiter half.

## Endrunden mit 24 Teilnehmern

### EM 2016
An der EM nahmen erstmals 24 Mannschaften teil. Für die Auslosung der Qualifikationsgruppen, die am 23. Februar 2014 erfolgte, waren die Österreicher in Topf 3 gesetzt. Die Österreicher wurde in Gruppe G gelost. Aus den anderen Töpfen wurden zugelost: Schweden, Russland, Montenegro, Liechtenstein und Moldau.
Die beiden Gruppenersten qualifizierten sich direkt für die EM-Endrunde. wäre die drittplatzierte Mannschaft bester Gruppendritter geworden, wäre sie ebenfalls direkt qualifiziert gewesen. Die übrigen Gruppendritten spielten in Playoffs vier weitere Teilnehmer aus.
Nach der verpassten Qualifikation für die EM 2012 hatte der Schweizer Marcel Koller das Amt des Teamchefs übernommen. Koller setzt nun mehr auf Österreicher, die in ausländischen Ligen und damit auch in den europäischen Vereinswettbewerben spielten, wodurch sie mehr internationale Erfahrung hatten, da die österreichischen Vereine in den europäischen Wettbewerben meistens früh ausscheiden (In der Saison 2013/14 erreichte mit FK Austria Wien erstmals wieder nach 2005 ein österreichischer Verein die Gruppenphase der UEFA Champions League). Dies machte sich besonders beim ersten Spiel in der Qualifikation zur WM 2014 am 11. September 2012 bemerkbar als nur Legionäre in der Startelf standen. Zwar gelang die Qualifikation für die WM noch nicht, aber die Spiele gegen Angstgegner „Färöer“ wurden nun deutlich gewonnen.
In der Qualifikation zur EM 2016 setzte sich dieser Aufwärtstrend fort. Die Österreicher begannen zwar nur mit einem Remis gegen Schweden, gewannen dann aber vier Spiele und lagen nach der Hälfte der Spiele mit den meisten Toren und wenigsten Gegentoren auf Platz 1. Mit zwei weiteren Siegen, darunter ein 4:1 in Schweden qualifizierte sich Österreich vorzeitig und damit erstmals sportlich für die EM-Endrunde. Da auch die beiden letzten Spiele gewonnen wurden, gehörte Österreich zu den nur vier Mannschaften, die kein Spiel verloren. Für Österreich war es die erste EM-Qualifikation, die ohne Niederlage überstanden wurde. Durch die guten Qualifikationsergebnisse erreichte Österreich in der FIFA-Weltrangliste im November 2015 erstmals mit Platz 10 eine Top-10-Platzierung.
Für die Gruppenauslosung am 12. Dezember 2015 war Österreich aufgrund des UEFA-Koeffizienten Topf 2 zugeordnet und hätte daher bereits in der Gruppenphase auf Gastgeber Frankreich, Titelverteidiger Spanien oder Weltmeister Deutschland, aber nicht die Nachbarn Italien und Schweiz treffen können, die ebenfalls in Topf 2 waren. Letztlich wurden sie der Gruppe mit Portugal zugelost. Weitere Gegner waren Island und Ungarn, gegen das das Auftaktspiel mit 0:2 verloren wurde. Nach einem 0:0 gegen überlegene Portugiesen, bei denen Cristiano Ronaldo einen Elfmeter an die Stange schoss, verloren sie durch ein Tor in der Nachspielzeit, als sie auf den für das Weiterkommen notwendigen Siegtreffer drängten, mit 1:2 gegen Island, wobei Aleksandar Dragović einen Elfmeter verschoss. Als Gruppenletzte schieden die Österreicher erneut aus.

### EM 2021
Für die erste paneuropäische EM-Endrunde hatte sich Österreich nicht um die Ausrichtung von Spielen beworben. In der Qualifikation, an der auch die Ausrichter von Endrundenspielen teilnehmen mussten, hatten es die Österreicher mit Polen, Slowenien, Nordmazedonien, Israel und Lettland zu tun. Nach der verpassten Qualifikation für die WM 2018 hatte mit Franco Foda erstmals ein Deutscher den Posten des ÖFB-Teamchefs in Österreich übernommen. Die Österreicher verloren die ersten beiden Spiele, zunächst mit 0:1 daheim gegen Polen und dann mit 2:4 bei den vom österreichischen Rekordnationalspieler Andreas Herzog trainierten Israelis. Dann konnten sie aber drei Spiele gewinnen (1:0 gegen Slowenien, 4:1 in Nordmazedonien und 6:0 gegen Lettland). Die zweite Hälfte der Qualifikation begann mit einem torlosen Remis in Polen, wonach drei Siege folgten, so dass bereits am vorletzten Spieltag die direkte Qualifikation als Gruppenzweiter feststand. Da konnten sie eine 0:1-Niederlage im letzten Spiel bei den bis dahin punktlosen Letten verkraften, wobei aber drei Spieler ihren ersten Einsatz in der A-Nationalmannschaft hatten.
Bei der Auslosung am 30. November 2019 wurden die Österreicher der Gruppe mit den Niederlanden und der Ukraine zugelost. Zudem wurde eine Mannschaft hinzugelost, die sich im Herbst 2020 noch über die Playoffs qualifizieren musste. Dies gelang Nordmazedonien, das damit zum ersten Mal an einem großen Turnier teilnahm. Gegen Nordmazedonien wurde dann das erste Spiel bei der Endrunde bestritten und gewonnen, womit die Österreicher erstmals ein Spiel bei einer EM-Endrunde gewannen. Nach einer Niederlage gegen die Niederlande, konnte durch einen Sieg im letzten Gruppenspiel gegen die Ukraine der zweite Platz in der Gruppe errungen werden. Im Achtelfinale trafen die Österreicher auf Italien, das die Gruppenphase mit drei Siegen und 7:0 Toren abgeschlossen hatte. In der ersten Halbzeit dominierten die Italiener, die zweite Halbzeit war ausgeglichener. Ein Tor von Marko Arnautović wurde auf Grund einer vom VAR erkannten Abseitsstellung nicht anerkannt. Nach torlosen 90 Minuten kam es zur Verlängerung, in der die Italiener mit 2:0 in Führung gingen. Saša Kalajdžić gelang nur noch der Anschlusstreffer, womit die Italiener nach 1.168 Minuten ohne Gegentor wieder ein Tor hinnehmen mussten. Somit bleiben die Österreicher nach vier WM-Niederlagen gegen Italien (1934, 1978, 1990 und 1998) und einer Niederlage bei den Olympischen Spielen 1936 weiterhin ohne Sieg gegen den Nachbarn bei großen Turnieren.

### EM 2024
Unter Teamchef Ralf Rangnick gelang erneut die Qualifikation für die Europameisterschaft, die im Juni und Juli 2024 in der Bundesrepublik Deutschland stattfinden wird. Bei der Auslosung für diese Europameisterschaft in der Elbphilharmonie, einem Konzerthaus in Hamburg, wurde Österreich aus dem Topf 2 gezogen und in eine der schwersten Gruppen mit dem zweifachen Europameister Frankreich (1984, 2000), dem Europameister von 1988 Niederlande und Polen (Team aus dem Play-off) gelost. Das Auftaktspiel gegen Frankreich wurde am 17. Juni durch ein Eigentor mit 0:1 verloren, das Spiel gegen Polen am 21. Juni mit 3:1 und das Spiel gegen die Niederlande am 25. Juni mit 3:2 gewonnen, wobei die Österreicher diesmal von einem Eigentor profitierten. Im Achtelfinale trafen die Österreicher auf die Türkei. Bereits nach 57 Sekunden gerieten die Österreicher nach einer Ecke durch das schnellste Tor in einem K.-o.-Spiel in Rückstand. In der 59. Minute mussten sie wieder nach einer Ecke das zweite Gegentor hinnehmen. Zwar gelang sieben Minuten später der Anschlusstreffer, die weiteren Bemühungen blieben aber erfolglos, so dass die Mannschaft ausschied.

## Spieler mit den meisten Einsätzen bei Europameisterschaften
| Spiele | Spieler               | Teilnahmen                   |
| ------ | --------------------- | ---------------------------- |
| 11     | Marcel Sabitzer       | 2016 (3), 2021 (4), 2024 (4) |
| 10     | Marko Arnautović      | 2016 (3), 2021 (3), 2024 (4) |
| 8      | Christoph Baumgartner | 2021 (4), 2024 (4)           |
|        | Konrad Laimer         | 2021 (4), 2024 (4)           |
| 7      | David Alaba           | 2016 (3), 2021 (4)           |
|        | Martin Hinteregger    | 2016 (3), 2021 (4)           |
|        | Michael Gregoritsch   | 2021 (3), 2024 (4)           |
|        | Florian Grillitsch    | 2021 (3), 2024 (4)           |
| 6      | Aleksandar Dragović   | 2016 (2), 2021 (4)           |
| 5      | Martin Harnik         | 2008 (3), 2016 (2)           |
|        | Stefan Ilsanker       | 2016 (2), 2021 (3)           |
|        | Philipp Lienhart      | 2021 (2), 2024 (3)           |
| 4      | Julian Baumgartlinger | 2016 (3), 2021 (1)           |
|        | Christian Fuchs       | 2008 (1), 2016 (3)           |
|        | Sebastian Prödl       | 2008 (2), 2016 (2)           |
|        | Daniel Bachmann       | 2021 (4)                     |
|        | Saša Kalajdžić        | 2021 (4)                     |
|        | Stefan Lainer         | 2021 (4)                     |
|        | Xaver Schlager        | 2021 (4)                     |
|        | Patrick Pentz         | 2024 (4)                     |
|        | Stefan Posch          | 2024 (4)                     |
|        | Alexander Prass       | 2024 (4)                     |
|        | Romano Schmid         | 2024 (4)                     |
|        | Nicolas Seiwald       | 2024 (4)                     |
| 3      | 14 Spieler            |                              |

Stand: 2. Juli 2024

## Spieler mit den meisten Toren bei Europameisterschaften
Nach dem Ausscheiden im Achtelfinale bei der EM 2024 hat Österreich insgesamt 14 Tore geschossen. Diese wurden von folgenden Spielern erzielt (plus ein Eigentor der Niederlande):
| Tore | Spieler               | Jahr (Tore)        |
| ---- | --------------------- | ------------------ |
| 2    | Marko Arnautović      | 2021 (1), 2024 (1) |
|      | Christoph Baumgartner | 2021 (1), 2024 (1) |
|      | Michael Gregoritsch   | 2021 (1), 2024 (1) |
| 1    | Ivica Vastić          | 2008 (1)           |
|      | Alessandro Schöpf     | 2016 (1)           |
|      | Stefan Lainer         | 2021 (1)           |
|      | Saša Kalajdžić        | 2021 (1)           |
|      | Marcel Sabitzer       | 2024 (1)           |
|      | Romano Schmid         | 2024 (1)           |
|      | Gernot Trauner        | 2024 (1)           |

Stand: 2. Juli 2024

## Bei Europameisterschaften gesperrte Spieler
- 2008 erhielt Sebastian Prödl im zweiten Gruppenspiel die zweite Gelbe Karte und war für das letzte Gruppenspiel gegen Deutschland gesperrt, in dem beide Trainer auf die Tribüne geschickt wurden.
- 2016 erhielt Aleksandar Dragović im ersten Gruppenspiel die Gelb-Rote Karte und war für das zweite Gruppenspiel gegen Portugal gesperrt.
- 2021 wurde Marko Arnautović nach Beleidigung eines nordmazedonischen Gegenspielers im ersten Gruppenspiel von der UEFA für das zweite Gruppenspiel gegen die Niederlande gesperrt.
- 2024 erhielt Patrick Wimmer im dritten Gruppenspiel die zweite Gelbe Karte und war für das Achtelfinalspiel gegen die Türkei gesperrt.

## Anteil der im Ausland spielenden Spieler im EM-Kader
Legionäre stellten im ersten EM-Kader ein großes Kontingent, im zweiten war dann nur noch ein Spieler vertreten, der in Österreich spielte: der Torhüter Robert Almer. Im dritten Kader waren zwei von 26 Spielern in Österreich tätig.
| Jahr (Spiele) | Anzahl (Länder) | Spieler (Einsätze) |
| ------------- | --- | --- |
| 2008 (3)      | 10 (2 in Deutschland, 1 in England, 2 in Griechenland, 2 in Italien, 1 in Norwegen, 1 in Portugal, 1 in Russland)   | Martin Harnik (3), Ramazan Özcan (0); Emanuel Pogatetz (3); Andreas Ivanschitz (3), Jürgen Macho (3); György Garics (2), Alexander Manninger (0); Roman Kienast (3); Roland Linz (2); Martin Stranzl (3) |
| 2016 (3)      | 22 (15 in Deutschland, 4 in England, 2 in der Schweiz, 1 in der Ukraine)                                            | David Alaba (3), Julian Baumgartlinger (3) György Garics, Martin Harnik (2), Martin Hinteregger (3), Lukas Hinterseer (1), Stefan Ilsanker (2), Zlatko Junuzović (1), Florian Klein (3), Heinz Lindner, Rubin Okotie (1), Ramazan Özcan, Marcel Sabitzer (3), Alessandro Schöpf (3), Markus Suttner; Marko Arnautović (3), Christian Fuchs (3), Sebastian Prödl (2), Kevin Wimmer (1); Marc Janko (2), Jakob Jantscher (1); Aleksandar Dragović (2)                                                                       |
| 2021 (4)      | 24 (1 in China, 21 in Deutschland, 1 in England, 1 in der Schweiz)                                                  | Marko Arnautović (3); David Alaba (4), Julian Baumgartlinger (1), Christoph Baumgartner (4), Aleksandar Dragović (4), Marco Friedl, Michael Gregoritsch (3), Florian Grillitsch (3), Martin Hinteregger (4), Stefan Ilsanker (3), Saša Kalajdžić (4), Konrad Laimer (4), Stefan Lainer (4), Valentino Lazaro (1), Philipp Lienhart (2), Karim Onisiwo (1), Pavao Pervan, Stefan Posch (1), Marcel Sabitzer (4), Xaver Schlager (4), Alessandro Schöpf (2), Christopher Trimmel (1); Daniel Bachmann (4); Louis Schaub (1) |
| 2024 (4)      | 19 (1 in Belgien, 1 in Dänemark, 12 in Deutschland, 1 in England, 1 in Frankreich, 2 in Italien, 1 der Niederlande) | Heinz Lindner (0); Patrick Pentz (4); Christoph Baumgartner (4), Michael Gregoritsch (4), Florian Grillitsch (4), Florian Kainz (0), Konrad Laimer (4), Philipp Lienhart (3), Phillipp Mwene (3), Marcel Sabitzer (4), Romano Schmid (4), Nicolas Seiwald (4), Patrick Wimmer (3), Maximilian Wöber (3); Andreas Weimann (1); Kevin Danso (3); Marko Arnautović (4), Stefan Posch (4); Gernot Trauner (2) |

Stand: 2. Juli 2024

## Spiele
Die Österreicher bestritten bisher vierzehn EM-Spiele. Erst das siebte Spiel wurde gewonnen, davor wurden vier verloren und zwei endeten remis. Das achte Spiel wurde dann wieder verloren. Durch den Sieg im neunten Spiel wurde erstmals die K.-o.-Runde erreicht. Das erste Achtelfinalspiel musste verlängert werden und wurde in der Verlängerung verloren.
Die Österreicher nahmen nie am ersten oder Eröffnungsspiel der EM teil, spielten 2021 gegen einen der 11 Gastgeber, noch nie gegen den Titelverteidiger, aber einmal gegen den späteren Europameister.
Keins der bisherigen Spiele bedeutete die höchste Niederlage gegen diese Länder.
| Alle EM-Spiele |            |           |                |   |                   |              | |
| Nr.            | Datum      | Ergebnis  | Gegner         |   | Austragungsort    | Anlass       | Bemerkungen |
| 1              | 08.06.2008 | 0:1       | Kroatien       | H | Wien              | Vorrunde     | Erstes Spiel bei einem Heim-Turnier |
| 2              | 12.06.2008 | 1:1       | Polen          | H | Wien              | Vorrunde     | |
| 3              | 16.06.2008 | 0:1       | Deutschland    | H | Wien              | Vorrunde     | Letztes Länderspiel unter Josef Hickersberger 250. Niederlage in einem Länderspiel Österreich scheidet als Gruppendritter vorzeitig aus |
| 4              | 14.06.2016 | 0:2       | Ungarn         | * | Bordeaux (FRA)    | Vorrunde     | |
| 5              | 18.06.2016 | 0:0       | Portugal       | * | Paris (FRA)       | Vorrunde     | |
| 6              | 22.06.2016 | 1:2       | Island         | * | Saint-Denis (FRA) | Vorrunde     | |
| 7              | 13.06.2021 | 3:1       | Nordmazedonien | * | Bukarest (ROU)    | Vorrunde     | |
| 8              | 17.06.2021 | 0:2       | Niederlande    | A | Amsterdam (NLD)   | Vorrunde     | |
| 9              | 21.06.2021 | 1:0       | Ukraine        | * | Bukarest (ROU)    | Vorrunde     | |
| 10             | 26.06.2021 | 1:2 n. V. | Italien        | * | London (ENG)      | Achtelfinale | |
| 11             | 17.06.2024 | 0:1       | Frankreich     | * | Düsseldorf (DEU)  | Vorrunde     | |
| 12             | 21.06.2024 | 3:1       | Polen          | * | Berlin (DEU)      | Vorrunde     | |
| 13             | 25.06.2024 | 3:2       | Niederlande    | * | Berlin (DEU)      | Vorrunde     | |
| 14             | 02.07.2024 | 1:2       | Türkei         | * | Leipzig (DEU)     | Achtelfinale | |